# Tonnachau
Tonnachau je planina na otoku Weno u državi Chuuk u Saveznim Državama Mikronezije. NAjviši vrh joj je na 340 m, pa nije najviši vrh Wenoa, već je to Mount Teroken na jugu. Tonnachau je, međutim, istaknuta znamenitost koja se uzdiže iznad međunarodne zračne luke Chuuk. Planina također ima važno mjesto u kulturi i prapovijesti Chuukesea, s arheološki značajnim pretpovijesnim središtima i utvrdama na vrhunskom grebenu koji datiraju čak 4000. godine pr. Kr. Usmena predaja Chuukeseja kaže da je njen heroj Soukachou sagradio utvrdu na Tonachauu kada je stigao iz Kosraea i uspostavio vlast nad lagunom. Planina također ima brojne ostatke uglavnom japanskih utvrda podignutih tijekom Drugog svjetskog rata.
Planina je uvrštena u Nacionalni registar povijesnih mjesta SAD-a 30. rujna 1976., u vrijeme kada je Chuuk bio dio starateljskog teritorija Pacifičkih otoka pod upravom SAD-a.